# (4915) Solzhenitsyn
(4915) Solzhenitsyn (1969 TJ2) – planetoida z pasa głównego asteroid okrążająca Słońce w ciągu 5,38 lat w średniej odległości 3,07 j.a. Odkryta 8 października 1969 roku.